# After: amor infinito
After: amor infinito (en inglés: After Ever Happy) es una película estadounidense de drama romántico de 2022 dirigida por Castille Landon, con un guion escrito por Sharon Soboil. Basada en la novela de 2015 del mismo nombre de Anna Todd, es la cuarta entrega de la serie cinematográfica de After, después de After: aquí empieza todo (2019), After: en mil pedazos (2020) y After: almas perdidas (2021). La película está protagonizada por Josephine Langford y Hero Fiennes Tiffin, retomando sus papeles como Tessa Young y Hardin Scott, respectivamente.
After: amor infinito tuvo su estreno mundial en Londres el 10 de agosto de 2022 y está previsto que se estrene en cines el 7 de septiembre de 2022.
La próxima y última película After Everything se estrenó el 13 de septiembre de 2023.

## Reparto
- Josephine Langford como Tessa Young
- Hero Fiennes Tiffin como Hardin Scott
- Chance Perdomo como Landon Gibson
- Louise Lombard como Trish Daniels
- Kiana Madeira como Nora
- Carter Jenkins como Robert
- Arielle Kebbel como Kimberley
- Stephen Moyer como Christian Vance
- Mira Sorvino como Carol Young
- Rob Estes como Ken Scott
- Frances Turner como Karen Scott[3]

## Producción

### Desarrollo
En septiembre de 2020, se anunció que se estaba desarrollando una adaptación cinematográfica de After Ever Happy. Desarrolladas al mismo tiempo que After: almas perdidas, se anunció que las películas serían dirigidas por Castille Landon con Sharon Soboil como guionista. Se confirmó que Josephine Langford y Hero Fiennes-Tiffin repetirían sus papeles como Tessa Young y Hardin Scott, respectivamente.

### Filmación
La película entró en preproducción en septiembre de 2020, antes del estreno de After: en mil pedazos. La fotografía principal tuvo lugar, consecutivamente con After: almas perdidas. En diciembre de 2021, se confirmó que Louise Lombard, Kiana Madeira, Chance Perdomo, Rob Estes y Carter Jenkins habían retomado sus papeles de películas anteriores. El primer avance se lanzó en diciembre de 2021.
La fotografía se llevó a cabo en Bulgaria y finalizó la producción en diciembre de 2020. Landon declaró que el análisis realista del amor de la serie de novelas la atrajo a unirse a la producción y afirmó que su intención al dirigir los proyectos era mostrar que “el romance no siempre es hermoso”. Durante la producción, el elenco trabajó en estrecha colaboración y se alojó en un hotel de manera más aislada, mientras las cámaras no estaban grabando, debido a las restricciones y protocolos de la pandemia de COVID-19.

## Estreno
After: amor infinito está programado para estrenarse en los Estados Unidos el 7 de septiembre de 2022. Según los informes, Netflix se encargará de la distribución, después de manejar con éxito el lanzamiento internacional de la película anterior.